# Terra X
Terra X ist eine Programmmarke des Zweiten Deutschen Fernsehens für Bildungsinhalte. Ursprünglich löste Terra X 2008 die Marke ZDF Expedition für Dokumentationen und Dokumentationsreihen ab. Mit der Zeit verbreitete sich Terra X auch als Online-Marke mit verschiedenen Medienprodukten in der eigenen ZDFmediathek sowie auf Drittplattformen. 2023 wurde zudem die von ZDF History in Terra X History umbenannte Dokumentationsreihe in die Terra-X-Markenfamilie eingegliedert. 
Das Dokumentationsformat unter der Dachmarke Terra X zeigt ein breites Spektrum an Themen, dazu zählen u. a. Geschichtsdokumentationen, Natur- und Tierdokumentationen, Archäologiedokumentationen, Wissenschaftsdokumentationen und auch fiktionale Dokumentationen. Fester Sendeplatz für Erstausstrahlungen von Terra X im ZDF ist der Sonntag um 19:30 Uhr. Darüber hinaus wird die Sendung mehrmals in der Woche auf ZDFneo und ZDFinfo wiederholt. Weiterhin wird die Sendung in unregelmäßigen Abständen auf Phoenix (gelegentlich im Abend- oder Nachtprogramm), Arte (im Abendprogramm) und 3sat ausgestrahlt. Vereinzelt werden Erstausstrahlungen bei Arte gesendet, jedoch ohne die Marke Terra X.

## Familienmarke

### Dokumentationen
Gottfried Kirchner gilt als Schöpfer der Terra-X-Marke: Die erste Dokumentationsserie aus der späteren Reihe ZDF Expedition war das am 17. Januar 1982 gestartete Terra X. Diese Geschichts- und Archäologiedokumentationssendung bildete die Grundlage für weitere Dokumentationsreihen wie Sphinx, Imperium, Tag X und Schliemanns Erben, die zusammengefasst unter der Marke ZDF Expedition sonntags jeweils um 19:30 Uhr im ZDF ausgestrahlt wurden.
Während zu Beginn Terra X als Titel für Dokumentationen von Fernreisezielen war, wandelte sich die Sendung mit der Zeit. Seit den 1980er Jahren arbeitet die Sendung mit CGI-Effekten, seit den 1990er Jahren mit Reenactment-Elementen, bei denen Schauspieler historische Ereignisse rekonstruieren, und war eine der ersten Dokumentationssendungen, die auf HD-Fernsehen umstellte. Oft war Terra X Pionier im deutschen Fernsehen für diese Entwicklungen und wird heute durch seine Gestaltung vom ZDF zum Genre der „Hochglanzdokumentationen“ gezählt.

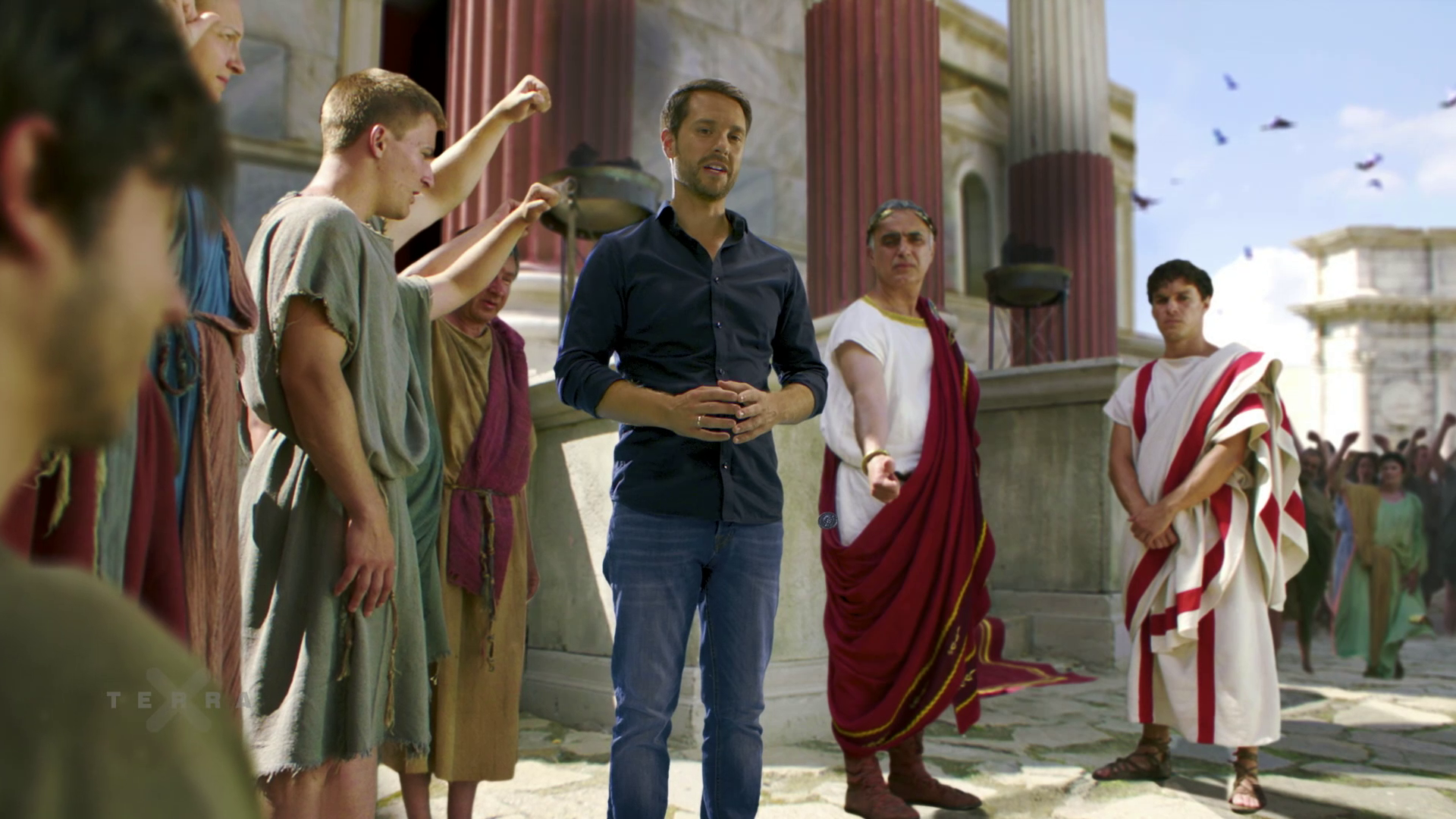
Mirko Drotschmann beim Dreh zur Sendung Warum wurde Caesar ermordet?

Nachdem zu Beginn die Dokumentationen aus dem Off erzählt wurden, war mit Maximilian Schell 2004 erstmals ein Moderator vor der Kamera zu sehen. Während diese Erzählart zunächst eine Ausnahme war, haben neuere Terra-X-Sendungen oft einen Erzähler vor der Kamera. Während diese Rolle zunächst insbesondere Prominente wie Hape Kerkeling oder Frank Schätzing einnahmen, nehmen heute für die Authentizität vor allem Experten eines Themengebietes wie beispielsweise Mai Thi Nguyen-Kim für Chemie, Christopher Clark und Mirko Drotschmann für Geschichte, Uli Kunz für Meeresbiologie oder Harald Lesch für Astronomie diese Rolle ein.
Mit der Ausstrahlung vom 13. Juli 2008 übernahm die Dachmarke den Titel Terra X von ihrer ältesten Sendereihe und löste damit ZDF Expedition ab. Seitdem werden manche Dokumentationen nur unter der Marke Terra X ausgestrahlt oder auch als Teil einer Sendereihe wie Imperium. Während Terra X zunächst insbesondere die Themen Archäologie und Expeditionen abdeckte, erweiterte das ZDF die Marke insbesondere durch Zusammenlegung mit anderen Dokumentationsreihen um die Themenkategorien Geschichte, Natur, Wissenschaft und Tiere, für die Terra X mit der BBC-Redaktion Natural History Unit international zusammenarbeitet. Somit werden pro Jahr etwa 50 Terra-X-Dokumentationen veröffentlicht, die im Wochenrhythmus sonntags um 19:30 Uhr ausgestrahlt werden.
Terra-X-Vorspann, Titelmelodie sowie Terra X-Logo wurden 1984, 1986, 1991, 1992, 1994, 2002 und 2016 modifiziert. Seit Oktober 2017 wird die Sendungsredaktion von Friederike Haedecke geleitet. Das ZDF vergibt dabei Dokumentationsaufträge an externe Unternehmen mit Themen, die in der Regel zwischen 12 und 18 Monate vor der Fertigstellung von einer zentralen Terra-X-Redaktion vordefiniert werden. Darüber hinaus werden alle Folgen zur Qualitätssicherung von Fachredakteuren des ZDF betreut. Es werden auch Experten von Forschungseinrichtungen hinzugezogen, welche die Korrektheit der Sendungen prüfen. Das durchschnittliche Produktionsbudget liegt bei etwa 320.000 Euro pro Folge. Die Dokumentationen werden weltweit verkauft und ausgestrahlt, z. B. die Reihe Universum der Ozeane beim US-amerikanischen National Geographic Channel.

### Onlineauftritt
Mit Popularitätsgewinn von Internet und sozialen Medien wird die Marke Terra X auch online vom ZDF genutzt. Neben dem Online-Auftritt in der ZDFmediathek, auf dem neben Filmen auch Podcasts von Terra X publiziert werden, betreibt Terra X Kanäle auf den externen Plattformen YouTube, TikTok, Instagram und Facebook. Über das Creative-Commons-Angebot bietet Terra X darüber hinaus Clips, die zum Teil auch in der Wikipedia eingebunden sind, zur freien Weiternutzung an. Auch werden erfolgreiche Online-Journalisten als neue Moderatoren rekrutiert. So wurde neben Mai Thi Nguyen-Kim ebenfalls Mirko Drotschmann zunächst über soziale Medien bekannt.
Das ZDF veröffentlicht zahlreiche Terra-X-Dokumentationen bereits vorab in der ZDFmediathek, wo auch etliche ältere Dokumentationen zu finden sind. Neben den Terra-X-Dokumentationen stellt das ZDF in der Mediathek unter Terra X Kurzformate das Lehrangebot Terra X plus Schule, unter Creative Commons lizenzierte Clips, Podcasts und Kolumnen sowie Terra X-Hintergrundinformationen bereit. Terra-X-Podcasts werden seit 2021 veröffentlicht. Hierin führten die Moderatoren Dirk Steffens, Harald Lesch und Thora Schubert Experteninterviews zu aktuellen Herausforderungen und möglichen Lösungen.
Bereits seit 2011 startete Terra X auf Facebook, das als Rückmeldeplattform für das Fernsehprogramm dient. Darüber hinaus sind dort Inhalte von ZDF-Wissenssendungen und Webvideos zu finden. Im Mai 2016 folgte der Instagram-Auftritt, wo Inhalte zu Natur-, Tier- und Nachhaltigkeitsthemen als Bild- und Videoreels sowie Videostorys publiziert werden. Seit Juli 2022 ist Terra X auch auf TikTok zu finden, wo Lehrclips und -bilder zu verschiedenen Themen veröffentlicht werden.
Obwohl das ZDF unter der Marke Terra X auf YouTube die meisten Kanäle betreibt, tragen alle Kanäle mittlerweile den Namen von Einzelmarken. Der ursprünglich im Dezember 2016 gestartete Kanal Terra X, der mit den Fernsehformaten Terra X und Terra X History eng verbunden ist, wurde im Januar 2023 in Terra X History umbenannt. Dieser Kanal folgte als zweiter Terra-X-Kanal auf YouTube dem im Februar 2016 gestarteten Format Terra X Lesch & Co, das Astronomie- und Wissenschaftsthemen behandelt. Beide Kanäle haben mittlerweile über eine Million Abonnenten. Ergänzt wurden die beiden Kanäle seit März 2020 um das Schulangebot Terra X plus, das mit dem Format Terra X plus Schule eng verbunden war. Zudem existiert das im Mai 2021 gestartete, heutige Reportageformat Terra Xplore. Auch das ursprüngliche funk-Format MrWissen2goGeschichte wird seit 2023 zur Terra-X-Familie gezählt.

## Einzelmarken

### Aktuelle Marken

#### Terra X History
Im März 2023 wurde auch die seit 2000 laufende Dokumentationsreihe ZDF History in Terra X History umbenannt und seitdem der Terra-X-Marke zugerechnet. Zugleich wurde der Terra-X-Kanal auf YouTube in Terra X History umbenannt und das seit 2019 bestehende Instagram-Format MrWissen2goGeschichte in Terra X History umbenannt, wo Geschichtsthemen zu finden sind, sowie der Geschichts-Podcast von Terra X in diese Marke eingegliedert. Der Ableger des Terra-X-Podcasts zu historischen Themen wird von Mirko Drotschmann moderiert.

#### Die große Terra X-Show
Das Terra Quiz war eine Spielshow aus dem Jahr 2009 zum Miträtseln. Das Terra Quiz präsentierte Fragen zu Terra-X-Dokumentationen aus mehreren Jahren. Während der Show wurden Einspieler mit Prominenten gezeigt, die versuchten, die Fragen zu beantworten.
Seit 2019 heißt die Quizshow Die große Terra X-Show und wird von Johannes B. Kerner moderiert. Prominente spielen jetzt direkt in der Show zu einem bestimmten Themenkomplex. Terra-X-Presenter wie Dirk Steffens, Harald Lesch, Mai Thi Nguyen-Kim, Insa Thiele-Eich, Mirko Drotschmann, Uli Kunz, Sally Özcan, Samantha Cristoforetti oder Hannah Emde sind ebenfalls im Studio anwesend und erklären die richtige Lösung.
Seit 2021 gibt es zudem den Ableger Terra X-Show Kids, der im selben Studio produziert, von Jessica Schöne moderiert und bei KiKA ausgestrahlt wird. Auch hier steht jede Sendung unter einem bestimmten Motto, die Kandidatenteams bestehen jedoch aus Kindern. Außerdem wirken auch Prominente mit.

#### Terra X Lesch & Co

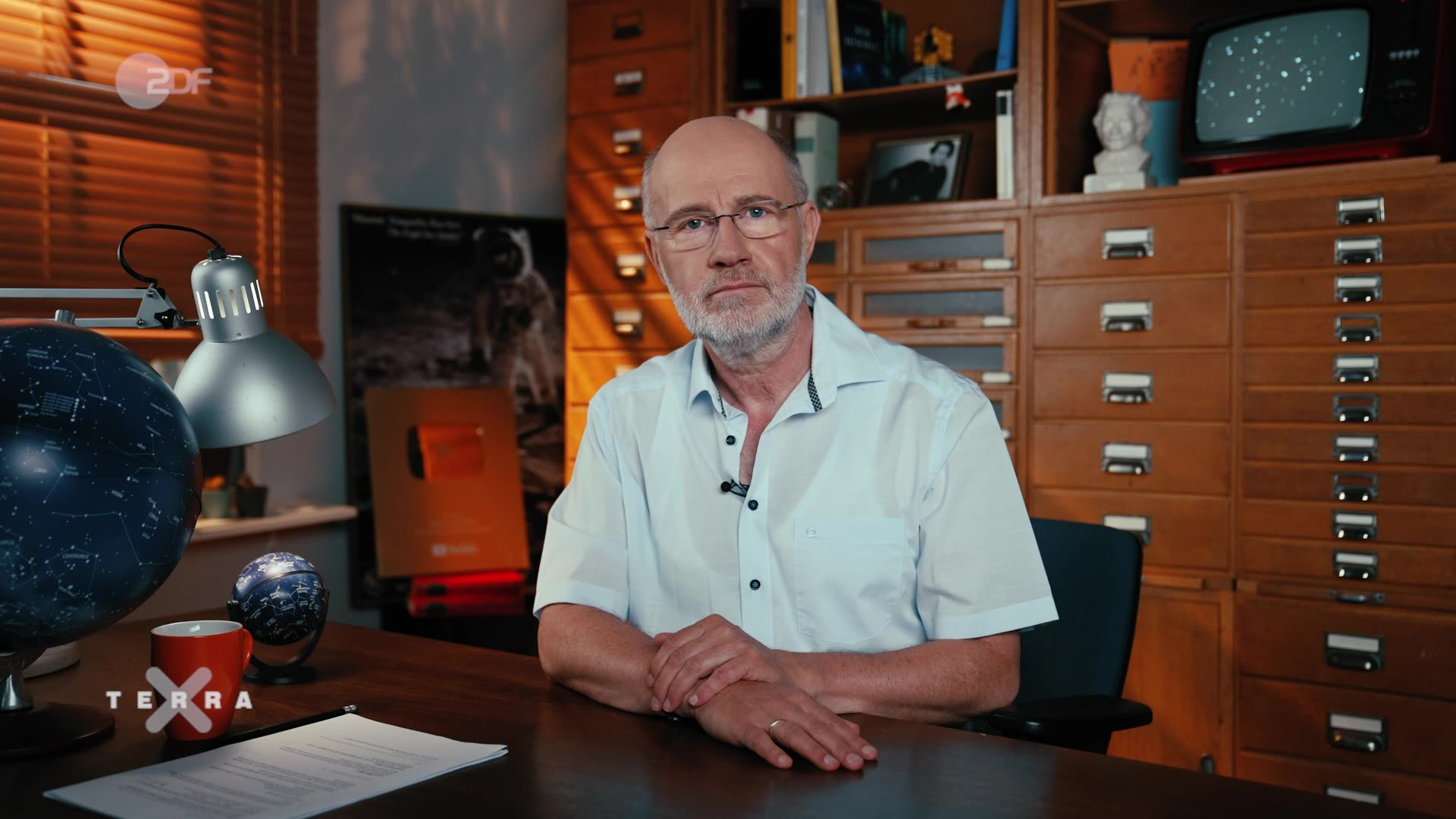
Harald Lesch im Studio von Lesch & Co

Auf dem YouTube-Kanal Terra X Lesch & Co wird jeden Mittwoch Wissenswertes aus Naturwissenschaft und Technik als Webspecial veröffentlicht. Die Reihe ist eine Produktion des ZDF in Zusammenarbeit mit objektiv media. Moderiert werden die einzelnen Videos von Harald Lesch, Jasmina Neudecker und Suzanna Randall. Am Beginn waren noch Philip Häusser und Mai Thi Nguyen-Kim beteiligt, die nach einiger Zeit ausstiegen. Mai Thi Nguyen-Kim kehrte zu Beginn des März 2021 zu Terra X zurück. Zu Beginn des Projekts war neben Drotschmann auch Stefan Erpelding als Regisseur und Producer in das Projekt involviert, der zuvor für den Unterhaltungsbereich bei Mediakraft Networks zuständig war. Im April 2023 erreichte der Kanal eine Million Abonnenten.
Für seine Bevorzugung von Autos mit Brennstoffzelle gegenüber E-Autos mit Lithium-Ionen-Akku in einem Video bei Terra X Lesch & Co wurde Lesch kritisiert, weil ein Auto mit Brennstoffzelle weniger energieeffizient ist als ein Auto mit Lithium-Ionen-Akku. 2022 korrigierte er seine Haltung: der Strombedarf stelle kein Problem dar und aufgrund der auf den ganzen Lebenszyklus gesehenen CO2-Bilanz seien Elektroautos rein physikalisch die effizientesten Autos.

#### Terra Xplore

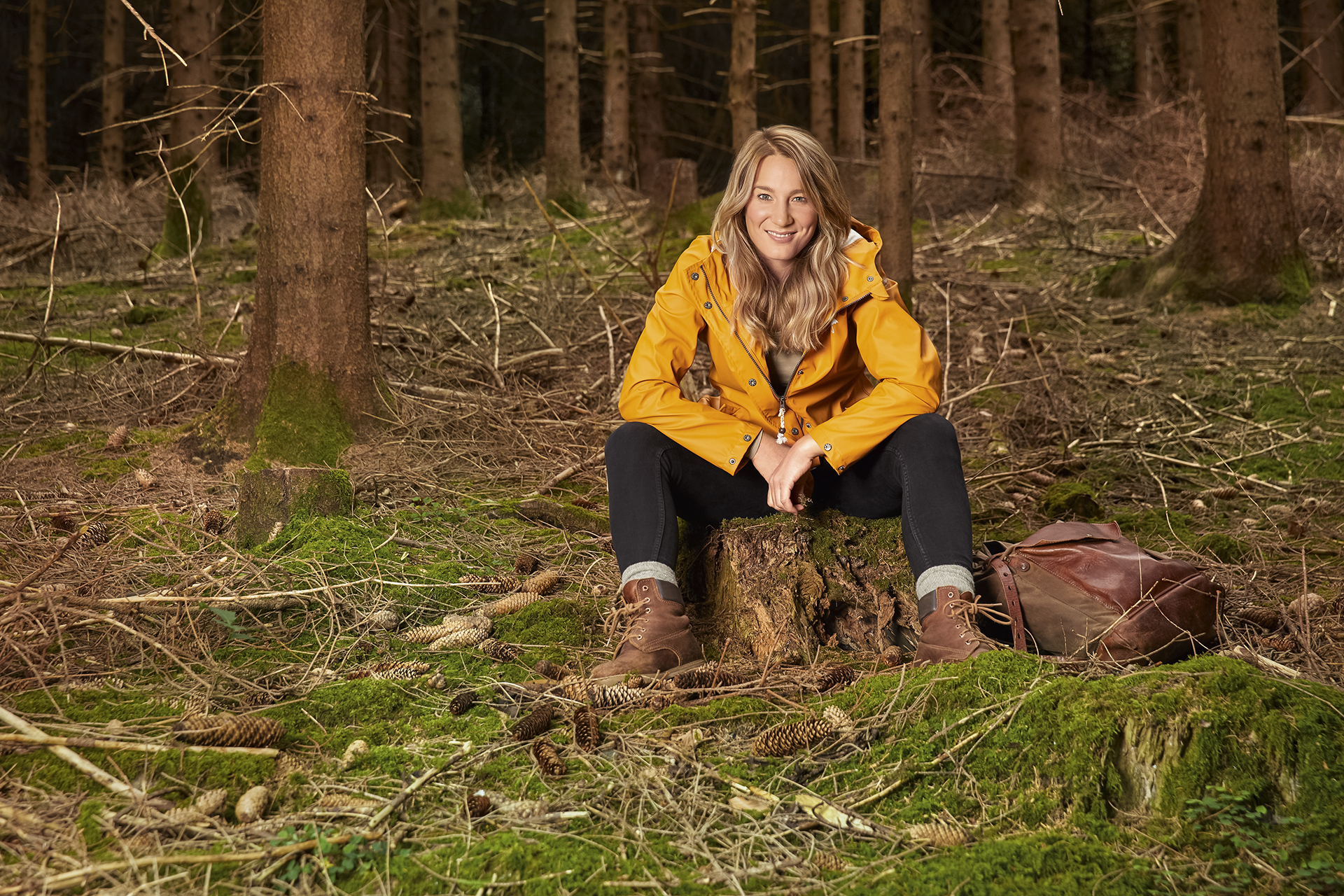
Jasmina Neudecker (2020), Moderatorin von Terra Xplore

Seit dem 10. Mai 2021 gibt es den YouTube-Kanal Terra Xplore, der zunächst von Jasmina Neudecker moderiert wurde. Dieser beschäftigt sich mit Themen aus den Bereichen Psyche und Bewusstsein, Gesundheit und Ernährung, Technik und Digitalisierung sowie Umwelt und Nachhaltigkeit.
Im Rahmen einer Neuausrichtung wurde Terra Xplore 2023 zu einem Reportageformat weiterentwickelt. Es wird seitdem neben Neudecker auch von Leon Windscheid präsentiert. Die einzelnen Folgen werden seit dem 16. April 2023 auch sonntags um 18:30 Uhr im ZDF ausgestrahlt. Seit 2024 kommen auch Eric Mayer und Lisa Budzinski als Presenter zum Einsatz.

### Eingestellte Marken

#### Terra XXL
Terra XXL (Langform: Terra XXL: Die lange Terra X-Nacht) widmete sich mit drei bis vier Folgen von Terra X einem bestimmten Thema. Zuletzt wurde Terra XXL in der Nacht von Sonntag auf Montag im ZDF ausgestrahlt.

#### Terra Xpress
Das Konzept von Terra Xpress sah vor, Protagonisten und deren Probleme in den Fokus zu rücken. Dazu ergaben jeweils drei Beiträge eine Folge.
Das Wissensmagazin Terra Xpress wurde von 2011 bis 2023 sonntags um 18:30 Uhr im ZDF ausgestrahlt und zunächst von Dirk Steffens moderiert. Am 1. November 2015 trat Lena Ganschow die Nachfolge von Steffens an. Ab 2018 wurde sie gelegentlich von Yve Fehring vertreten.
Peer Schader von der FAZ verglich das Wissensmagazin 2011 in einer Rezension mit dem ProSieben-Format Galileo. Schon 2015 beklagte Hans Hoff auf DWDL.de, dass es manchmal bei Terra Xpress „plumpe Quotenheischerei“ gebe. 2017 sah Timo Niemeier von DWDL.de bei Terra Xpress Verwechslungsgefahr „mit einem der bekannten Blaulichtformate von RTL oder Sat.1“ und meinte, dass es „überhaupt nichts mit dem eigentlichen Mutterformat“ Terra X zu tun habe.

#### Terra MaX

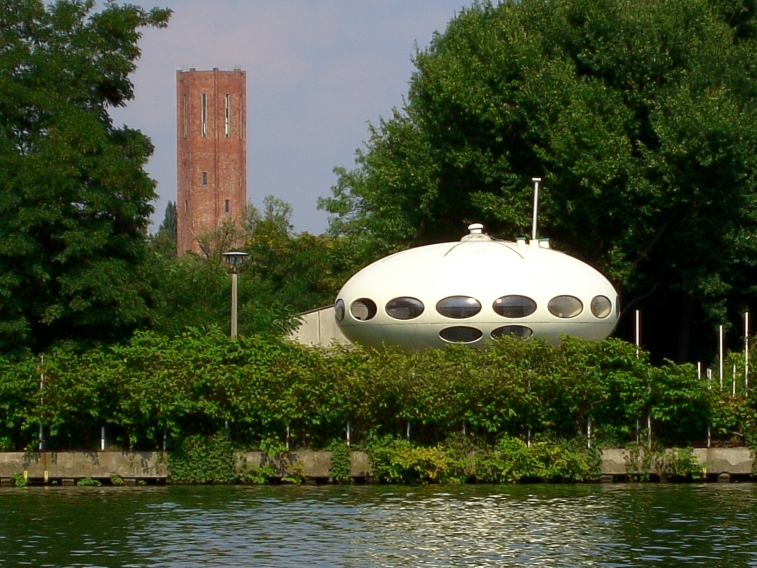
Das Futuro in Berlin: Drehkulisse für Terra MaX

Die Sendung Terra MaX wurde von 2012 bis 2015 in 32 Episoden im Kinderprogramm ZDFtivi ausgestrahlt. In der Rahmenhandlung holen Opa Max und sein Enkel Paul beziehungsweise seine Enkelin Hannah mit einer Zeitmaschine Personen für einen kurzen Zeitraum aus der Vergangenheit in die Gegenwart. In die Folgen wurde Material aus alten Terra-X-Dokumentationen integriert und mit neuen Texten und Moderationen versehen, um es jungen Zuschauern verständlich zu machen.

#### Terra X plus Schule
Aufgrund des ersten Lockdowns der COVID-19-Pandemie 2020 startete Terra X als Ersatz zum Schulunterricht, der seinerzeit ausgesetzt worden war, den YouTube-Kanal Terra X statt Schule. Nach dem ersten Lockdown baute Terra X das Angebot unter dem Namen Terra X plus Schule in der ZDF-Mediathek bzw. Terra X plus auf YouTube aus. Neben Material aus Terra-X-Dokumentationen wurden auch Videos von PUR+ veröffentlicht. Anfang 2024 wurden die Veröffentlichungen eingestellt.

## Sendereihen
Innerhalb der Dokumentationen der Dachmarke Terra X werden Teile der Filme als Reihen zusammengefasst. Hier findet sich eine Übersicht:

### Aktuell wiederkehrend
- Abenteuer Freiheit – Dokumentation über Reisende, die den Alltag hinter sich gelassen haben und kulturelle und historische Highlights erleben.
- Ein Tag in … – Die Reihe schildert den Alltag der Durchschnittsbevölkerung in verschiedenen historischen Epochen.
- Faszination Deutschland[33][34]
- Faszination Erde – Die Reihe präsentiert unterschiedliche Regionen der Erde und stellt verschiedene Kulturen vor.
- Faszination Universum – Die Reihe zeigt neue Erkenntnisse aus Wissenschaft und Forschung.
- Kieling – Natur- und Tierdokumentationen sowie Expeditionen rund um die Welt mit Andreas Kieling.
- Welten-Saga – Geschichts-Dokumentationen mit Christopher Clark[35][36][37].
- Zeitreise – Dokumentationen über das Leben vor mehreren Jahrhunderten.
- Faszination Wasser – Dokumentationen über die Meere, Seen und Flüsse, Tauch-Expeditionen und Unterwasserwelten mit Uli Kunz[38]

### Ehemals wiederkehrend
Übersicht ehemaliger Sendereihen, die bei Terra X bzw. bei ZDF Expedition ausgestrahlt wurden:
- Ein Fall für Lesch und Steffens
- Terra X – Die Sendereihe ging Rätseln alter Weltkulturen nach.
- Mission X – Die Reihe präsentierte entscheidende Durchbrüche in der Wissenschaft. Wird seit 2008 fortgesetzt ohne eigenen Titel, im Internet zusammengefasst als Geniale Forscher und Erfinder.
- Tag X (2005) – Die dreiteilige Reihe präsentierte ereignisreiche Tage der Weltgeschichte, die einen Wendepunkt darstellten.
- Sphinx (1994–2005)
- Imperium (2004–2011) – Diese Terra-X-Reihe zeigt den Aufstieg und Fall von Imperien.
- Metropolis
- Schliemanns Erben (1996–2010) – Archäologische Dokumentationen.
- Schliemanns Gold (2005–2006)
- Humboldts Erben (2001–2002)
- Tropenfieber (2003–2007)
- Troja ist überall (2007–2008)
- Deutschland von oben (2010–2016) – Die Reihe zeigte Deutschland aus der Luft, aufgeteilt in die Themen Stadt, Land und Fluss. In der Folge Stadt wurden u. a. städtebauliche Formen und die Entstehung der Städte dargestellt.
- Schneller als das Auge (2012–2013) – Dokumentationen mit Aufnahmen in Zeitlupe und Zeitraffer.
- Superbauten (2010–2012) – Architektur, bedeutende Bauwerke und ihre Entstehungsgeschichte.
- Supertiere (2010–2015) – Erstaunliches, Wissenswertes und Skurriles aus der Welt der Tiere.
- Unsere Kontinente (2022)[39]
- Wilder Planet (2006–2014) – Naturkatastrophen und Naturphänomene.

### Einmalig
- Ägypten
- Australien-Saga
- Bibelrätsel

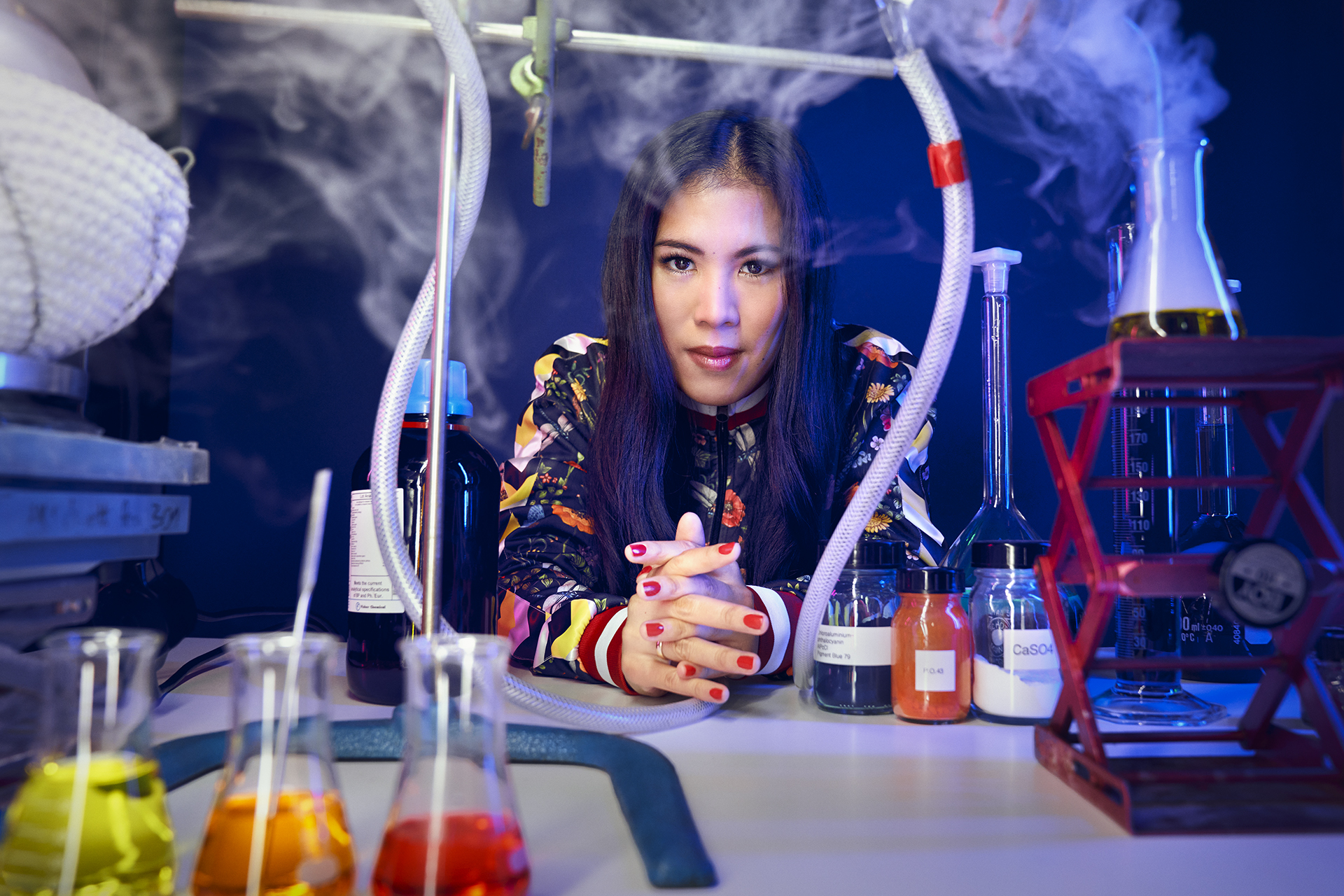
Mai Thi Nguyen-Kim, Moderatorin von Wunderwelt Chemie

- Deutschland – Wie wir leben – Deutschland in Zahlen und Fakten über seine Einwohner, das Leben des Durchschnittsdeutschen, seine Ernährung und die Schätze des Landes.
- Deutschland-Saga
- Deutschland bei Nacht
- Deutschland von unten
- Deutschlands Städte – Dreiteilige Reihe, welche sich ebenfalls mit der Entstehung der Städte beschäftigt.
- Die Geschichte der Schönheit
- Die Macht der Elemente – Vierteilige Reihe über den Einfluss der vier Elemente in der Entwicklung des Menschen und heute.
- Die Ritter
- Dino-Planet
- Eine Erde – viele Welten
- Eine kurze Geschichte über… – Dreiteilige Geschichtsreihe mit Mirko Drotschmann[40]
- Eisige Welten – Fünfteiliges Porträt über die Polarregionen der Erde.
- Europa-Saga
- Expedition (mit Robert Atzorn)
- Expedition Deutschland
- Expedition Erde
- F wie Fälschung
- Große Völker – Die Reihe betrachtet die Errungenschaften der alten europäischen Völker und ihre Bedeutung für unser heutiges Leben.
- Morgenland
- Planet der Menschen
- Russland von oben
- Tauchfahrten
- Sieben Kontinente – ein Planet
- Strausberg – Der See
- Supercodes – Die geheimen Formeln der Natur[41][42][43]
- Superhelden
- Tauchfahrt in die Vergangenheit
- Universum der Ozeane – Dreiteilige Reihe über die Entstehung und die Zukunft der Meere.
- Unser grüner Planet – Fünfteilige Reihe über die Wunderwelt der Pflanzen (Tropen, Wüsten, Jahreszeiten, Wasser, Zivilisation)
- Unsere Wälder – Dreiteiler aus dem Jahr 2017 (Die Sprache der Bäume, Ein Jahr unter Bäumen, Im Reich des Wassers)[44]
- Unterwegs in der Weltgeschichte – Mehrteiler über die Weltgeschichte in humorvoller Erzählweise.
- Wunderwelt Chemie (mit Mai Thi Nguyen-Kim)[45]
- 2057 – Unser Leben in der Zukunft – Fiktionale dreiteilige Reihe, die eine Vision der Welt im Jahr 2057 präsentiert.

## Moderatoren
Die Dokumentationen unter der Dachmarke Terra X sind meistens unmoderiert, bei manchen Reihen führen jedoch Erzähler durch die Sendung.

### Aktuell

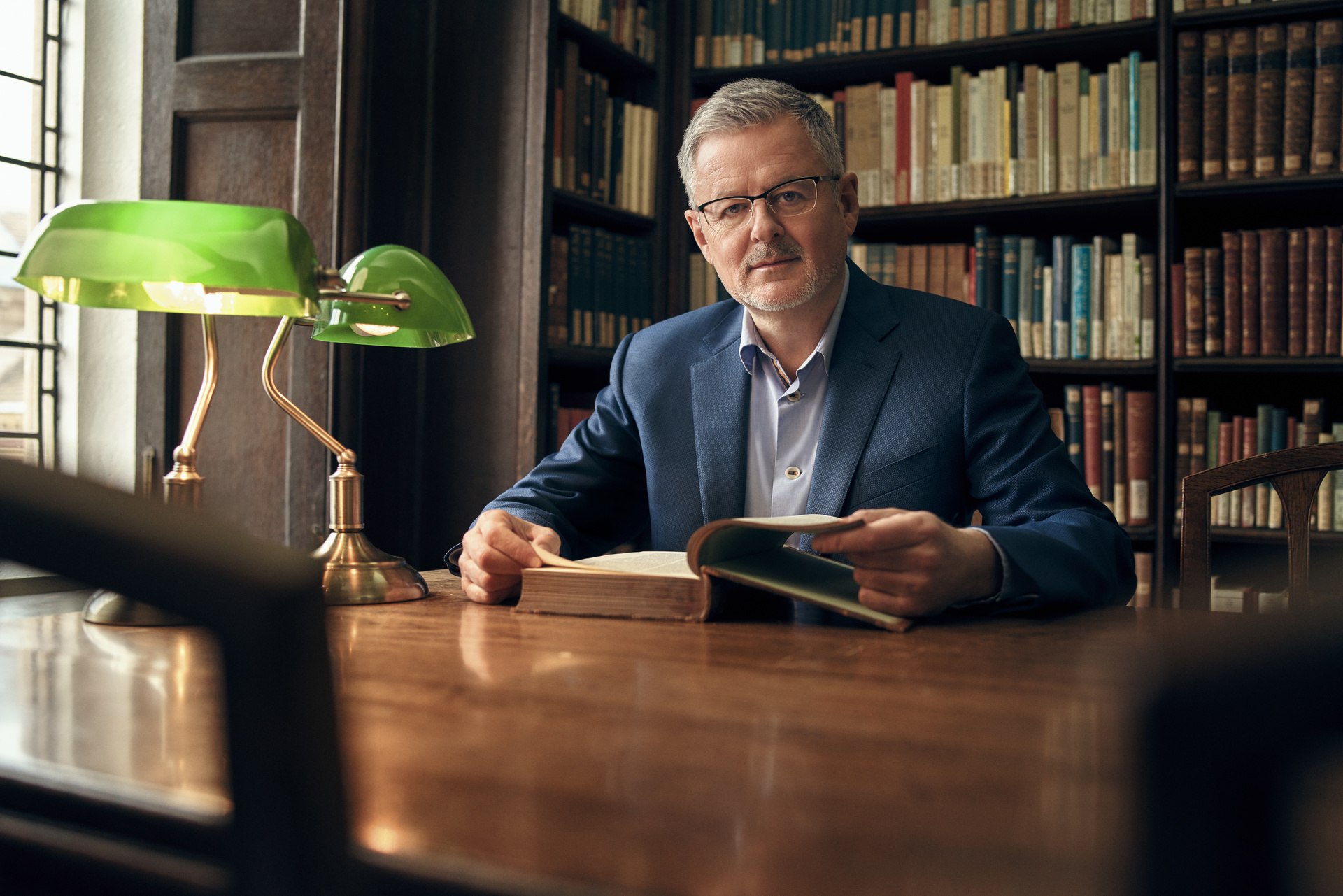
Moderator Christopher Clark

Mit Stand 2023 wird die Dokumentationsreihe Terra X von folgenden Moderatoren moderiert:
- Antje Boetius (Unsere Kontinente – Australien)
- Christopher Clark (Deutschland-Saga, Australien-Saga, Europa-Saga, Welten-Saga, Exodus? – Die Geschichte der Juden in Europa, Geschichte der Religionen)
- Colin Devey (Unsere Kontinente-Asien, Expedition Deutschland, Expedition Europa)
- Mirko Drotschmann (Europa in …, Ein Moment in der Geschichte, Deutschland in …, Eine kurze Geschichte über …!)
- Hannah Emde (Faszination Erde)
- Daniel Gerlach (Die letzten Geheimnisse des Orients)
- Florian Huber (Geheimnisse aus der Tiefe)
- Andreas Kieling (Kielings wilde Welt, Kielings wildes Deutschland)
- Uli Kunz (Faszination Wasser)
- Harald Lesch (Die großen Fragen, Faszination Universum, Deutschlands Städte, Supercodes – Die geheimen Formeln der Natur, Ungelöste Fälle der Archäologie, Der große Anfang – die Reformation, Verlorenes Wissen, Die Vermessung der Erde, Drogen – Eine Weltgeschichte, Ein Fall für Lesch und Steffens, Unsere Kontinente)[47]
- Jasmina Neudecker (Faszination Deutschland, Unsere Kontinente – Südamerika)[48]
- Mai Thi Nguyen-Kim (Wunderwelt Chemie, Unsere Kontinente, MaiBrain – Reise ins Gehirn)[45][49]

### Ehemalige

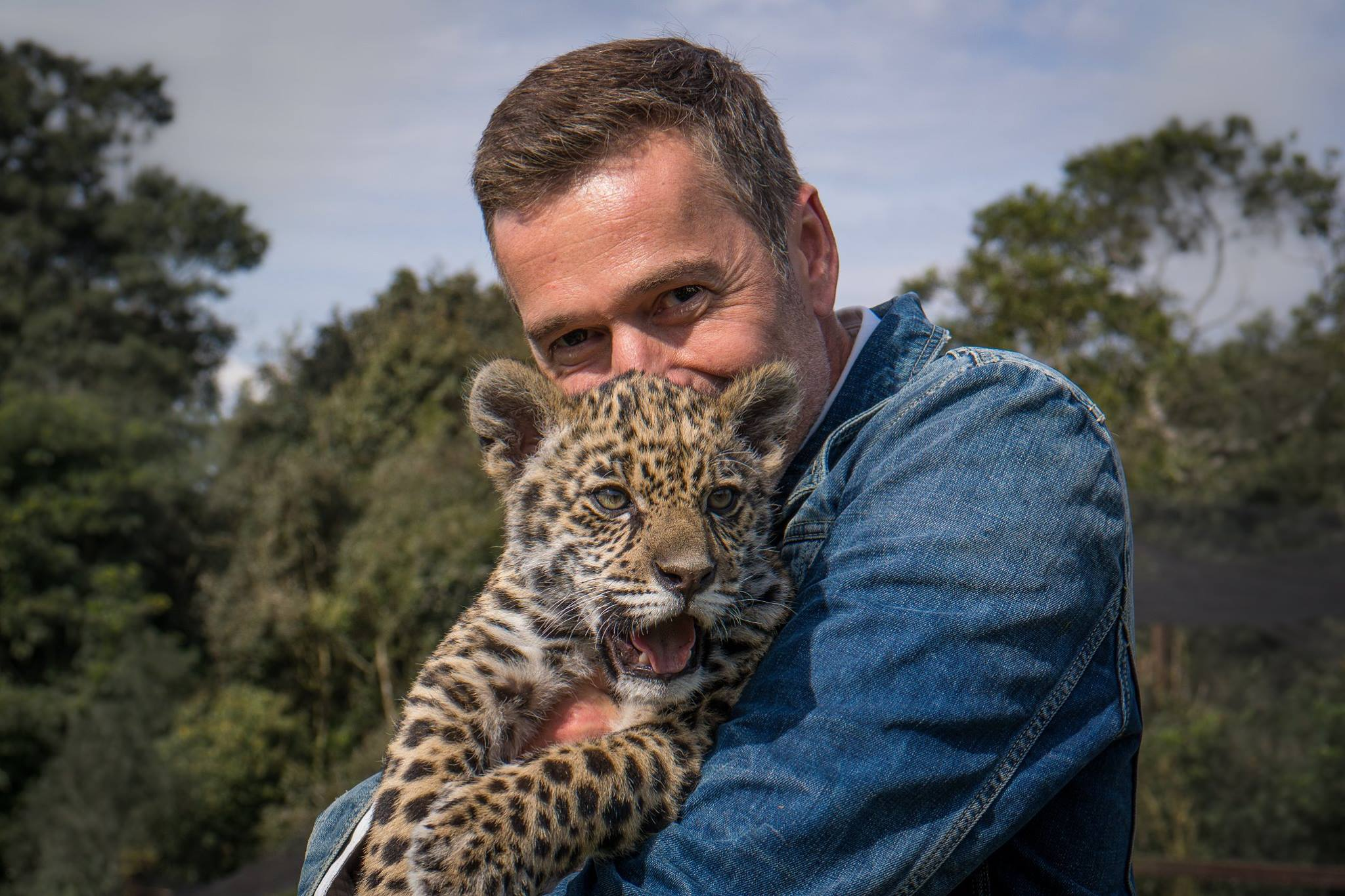
Dirk Steffens während der Dreharbeiten für Terra X in Brasilien, 2014

Ehemalige Moderatoren der Dokumentationssendung Terra X sind:
- Christian Rach (Kulturgeschichte des Essens)
- Thomas Reiter (Expedition Erde)
- Frank Schätzing (Universum der Ozeane, 2057 – Unser Leben in der Zukunft)
- Maximilian Schell (Imperium, Das Bibelrätsel)
- Dirk Steffens (Superpflanzen, Supertiere, Faszination Erde, Die Macht der Elemente, Die Reise der Menschheit, Rätselhafte Phänomene, Wem gehört die Welt, Anthropozän, Ein Fall für Lesch und Steffens, Sternstunden der Evolution)
- Christine Urspruch (Die Geschichte der Forensik)
- Matthias Wemhoff (Zeitreise – Die Welt im Jahr …, Deutschlands Supergrabungen)
- Sebastian Koch (Superbauten)
- Hape Kerkeling (Unterwegs in der Weltgeschichte)
- Alexander Gerst (Aufbruch ins All: Erde – Mond – Mars)
- Petra Gerster (Das Geheimnis der Päpstin – Ein Skandal und seine Geschichte)
- Volker Arzt
- Robert Atzorn (Expedition)
- Senta Berger (Die Geschichte der Schönheit)
- Christian Berkel (F wie Fälschung, Superbauten)
- Gisela Graichen (Schliemanns Erben, C 14)
- Margot Käßmann (Bibelrätsel)

## Rezeption

### Abrufzahlen und Einschaltquoten
2023 wurden die Videos der Reihe Terra X in der ZDFmediathek mehr als 30 Millionen Mal abgerufen. Dies ist gegenüber 2010 etwa eine Verfünffachung, wo Terra-X-Videos in der Mediathek 6,34 Millionen Mal abgerufen wurden. Auf YouTube erzielten die Kanäle 2023 zusammen 175 Millionen Abrufe.
Im selben Zeitraum 2023 sahen sich die Terra-X-Ausgabe um 19:30 Uhr im ZDF im Schnitt 3,55 Millionen Menschen an. Dies ist ein Marktanteil von 14,8 %. Zugleich gibt das ZDF an, dass 70 % der potenziell erreichbaren Menschen im Alter von mindestens drei Jahren mindestens eine Minute am Stück eine Terra-X-Sendung in einem ZDF-Fernsehprogramm angeschaut haben.

### Kritik
Medial werden oft Natur- und Tierdokus mit Terra X in Verbindung gebracht. Greta Hüllmann meinte in der Süddeutschen Zeitung, dass durch Sendungen wie Terra X das Interesse an biologischen Themen generell größer wird. Dagny Lüdemann beurteilte die 2017 ausgestrahlte Serie Eine Erde, viele Welten in der Zeit als eine „Natur, inszeniert wie in Hollywood: dramatisch, extrem, wunderschön, teils auch grausam, aber immer kraftvoll, bunt und extrem anpassungsfähig.“ Dabei kritisierte sie, dass kontroverse Aspekte wie das Artensterben und die Zerstörung des Lebensraums der Tiere zu wenig hervorgingen.
An manchen Dokumentationen von Terra X entzündete sich Kritik. So wurde an der Sendung über den Chiemgau-Kometen 2006 bemängelt, dass in dieser Sendung nur die spekulativen Thesen von Hobbyarchäologen des Chiemgau Impact Research Teams dargestellt wurden, Wissenschaftler aber nicht zu Wort gekommen seien. Zur Reihe Die Bernsteinstraße wurde 2012 von Sidney Schering auf Quotenmeter.de geäußert, dass die „Mischung aus Fakt und Spekulation, Dokumentation und Historienfilm-Anleihen durchaus reizvoll“, jedoch „gleichwohl eine unausgewogene Mischung“ sei.
Das Lehrangebot Terra X plus Schule, das Schüler in der Schule unterstützen sollte, wurde von Jörg Thomann in der Frankfurter Allgemeinen Zeitung einerseits positiv aufgefasst, da es ein übersichtliches, nach Fächern und Altersgruppen aufgeteiltes Angebot umfasst. Zugleich bemängelte er, dass wenn man aufgrund der Sortierung „seinem Kind [...] aus den passenden Sendungen einen Stundenplan zusammenzustellen versucht, [man] am Ende [...] auch wieder nicht zum Arbeiten“ kommt.

### Auszeichnungen
Bis einschließlich 2023 wurde die Sendung Terra X mit den folgenden Auszeichnungen prämiert:

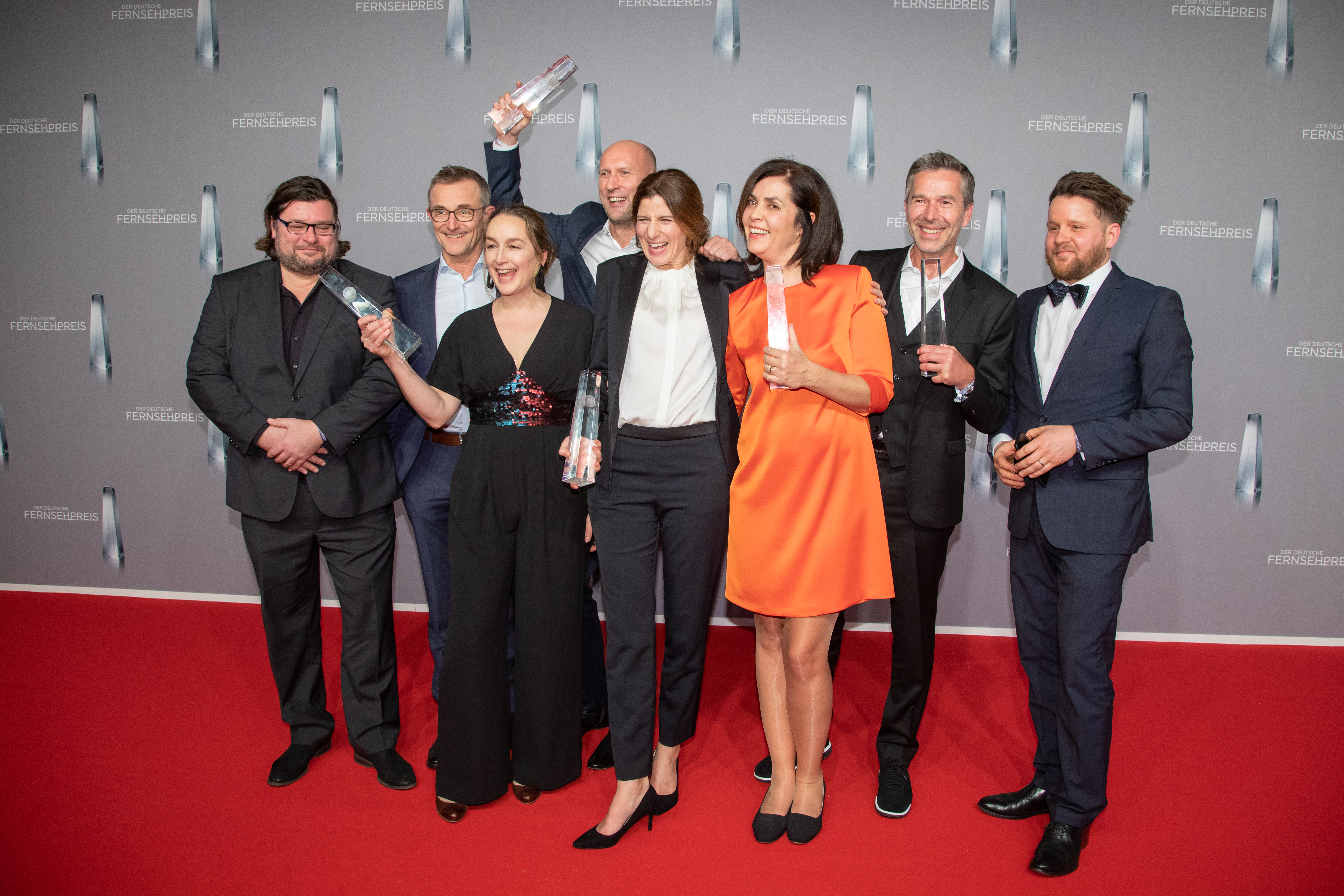
Team von Terra X mit dem Deutschen Fernsehpreis 2019

- 2023: Wissenschaftspreis für Biodiversität beim Naturfilmfestival in Ludwigsburg für Eisige Welten II
- 2023: Bester Film beim Archaeological Film Festival, Agrigento, für die Dokumentation Mächtige Männer – Ohnmächtige Frauen? Neue Fakten aus der Vergangenheit
- 2023: Special Award für die beste Serienproduktion: Terra X beim Green Screen Festival
- 2022: Panda Award für die Dokumentationsreihe Unser grüner Planet als beste Serie
- 2021: New York Festival 2021, Bronze in der Kategorie Climate Change & Sustainability, Anthropocene – The rise of humans: EARTH
- 2021: Sonderpreis der Jury des 17. Ökofilmtour Festivals, Potsdam Anthropozän – Das Zeitalter des Menschen
- 2021: Best Film und Most Inspirational-Preis beim The Archaeology Channel International Film Festival für die Dokumentation Mächtige Männer – Ohnmächtige Frauen? Neue Fakten aus der Vergangenheit
- 2021: China Dragon Award, Bronze, beim China International Conference of Science and Education Producers (CICSEP) für die Dokumentation Mächtige Männer – Ohnmächtige Frauen? Neue Fakten aus der Vergangenheit
- 2021: Best European Documentary Feature Award beim Silbersalz – Science and Media Festival für die Dokumentation Mächtige Männer – Ohnmächtige Frauen? Neue Fakten aus der Vergangenheit
- 2021: Grand Award beim Festival Internacional de Cine Arqueológico del Bidasoa (FICAB) für die Dokumentation Mächtige Männer – Ohnmächtige Frauen? Neue Fakten aus der Vergangenheit
- 2021: Grand Agrofilm Award (Hauptpreis beim Agrofestival der Slowakischen Republik) für die Dokumentation Artensterben – die Fakten
- 2020: Shanghai: Golden Magnolia Award: Best Documentary Series – Anthropocene
- 2020: Silbersalz Science and Media Awards: Best International Factual Series – Anthropocene
- 2020: International Film Festival Agrofilm: Grand Agrofilm Award for: Anthropocene – The rise of humans: EARTH
- 2020: Cannes, Corporate Media and TV Awards: Anthropocene – Water: Silver Dolphin
- 2020: Best Multi-Platform Factual Project Award beim World Congress of Science and Factual Producers für die Dokumentation Die letzten Tage von Pompeji
- 2019: Goldene Kamera – beste TV-Dokumentation Natur und Umwelt für Terra X: Faszination Erde
- 2019: Deutscher Fernsehpreis – bester Doku-Mehrteiler für Die Reise der Menschheit
- 2019: Discovery Award des Science Film Festivals, Bangkok, für die Dokumentation Humboldt und die Neuentdeckung der Natur
- 2018: Deutscher Fernsehpreis für Der große Anfang – 500 Jahre Reformation
- 2018: Georg von Holtzbrinckpreis für den Dreiteiler Unsere Wälder
- 2018: Erster Preis für die beste Wissenschaftsdokumentation des VerCiencia Projects, Brasilien, für die Dokumentation Sensationsfund in Brasilien – Die ersten Amerikaner.
- 2016: Erster Preis Science beim UN Elephant Film Festival, Geneva/Jackson, WY/New York für die Dokumentation Wie Elefanten denken.
- 2014: Bayerischer Fernsehpreis – blauer Panther für den Zweiteiler Expedition Deutschland
- 2014: Bester Film beim Internationalen Filmfestival Ekofilm in Ostrava für die Produktion Wilder Planet: Stürme
- 2012: Envirofilm – Prize for the best educational and instructive Film für die Dokumentation Supertiere
- 2012: Bester ausländischer Film beim Blue Ocean Festival in Monterey für die Doku-Reihe Universum der Ozeane
- 2012: Most Innovative Documentary im Bereich Nature & Environment beim Golden Panda Award für die Doku-Reihe Universum der Ozeane
- 2011: Deutscher Kamerapreis – Sonderpreis für die Reihe Deutschland von oben
- 2011: Goldene Kamera – Beste Information (Tierreportage) für die Dokumentation Supertiere
- 2011: Bester Meeresfilm beim Green Screen Festival in Eckernförde für die Doku-Reihe Universum der Ozeane
- 2010: Bester Film (Preis der Jugendjury) bei der Pariscience für die Doku-Reihe Terra X: Universum der Ozeane